# آروین قهرمانی
آروین قهرمانی یا ناتانیل قهرمانی (۱۳۸۰ – ۱۴ آبان ۱۴۰۳) یک شهروند یهودی ۲۳ ساله اهل ایران بود که به اتهام قتل عمد به اعدام محکوم شد.
تلاش‌های خانواده، جامعهٔ یهودیان ایران و همچنین سازمان‌های حقوق بشر برای جلوگیری از اعدام او موفقیت‌آمیز نبود و در دوشنبه ۱۴ آبان ۱۴۰۳ (۴ نوامبر ۲۰۲۴) قهرمانی در زندان مرکزی کرمانشاه اعدام شد.

## پیش‌زمینه
قهرمانی یک یهودی ایرانی اهل کرمانشاه بود که در زمان وقوع قتل ۲۱ سال سن داشت. در ۲۱ آبان ۱۴۰۱ نزاعی بین قهرمانی و امیر شکری که به او بدهکار بود در محلهٔ فردوسی کرمانشاه رخ داد که به قتل شکری منجر شد.
در مورد اینکه آیا این قتل عمد بوده یا دفاع از خود، دو روایت وجود دارد، زیرا به جز قهرمانی و شکری شخص دیگری در محل حضور نداشت. خانوادهٔ قهرمانی ادعا می‌کنند که این شکری بود که با چاقو به قصد حمله به قهرمانی آمده بود و قهرمانی مجبور شد برای دفاع از خود به شکری آسیب برساند.
در مقابل، دادستان استان کرمانشاه ادعا می‌کند که این قتل به‌صورت عمدی انجام شده است. به گفته وی، قهرمانی دو ضربه به سر، یک ضربه به کمر، یک ضربه به قفسهٔ سینه و در آخر جراحت عمیقی در گردن شکری ایجاد کرده، به نحوی که از پشت گردن تا گلوی شکری را پاره کرده بود و مجموع این ضربات باعث مرگ امیر شکری شده است.

## کمپین
حامیان قهرمانی استدلال کردند که او در دفاع از خود عمل کرده است. آن‌ها مدعی هستند قهرمانی تحت یک سیستم قضایی تبعیض‌آمیز قرار داشته که مسلمانان را بر یهودیان ترجیح می‌داد. اما به گفته دادستان کرمانشاه، این قهرمانی بوده که به مقتول حمله کرده و او را با ضربات متعدد به قتل رسانده و برخلاف ادعاهای مطرح شده، هیچ فرد دیگری در این نزاع حضور نداشته است.
خانوادهٔ شکری بارها از پذیرش «دیه» خودداری کردند و تلاش‌های انجمن کلیمیان کرمانشاه، جامعهٔ یهودیان کرمانشاه، نهادهای مدنی ایرانی و مسؤولان قوهٔ قضائیه، برای میانجیگری با والدین مقتول ناموفق بود. جامعهٔ یهودیان کرمانشاه همچنین به دولت‌های روسیه و آلمان درخواست‌هایی ارائه کرد. دکتر همایون سامه‌یح نجف‌آبادی، نماینده یهودیان در مجلس ایران، نیز تلاش کرد به این موضوع کمک کند. سامه‌یح با نمایندگان استان کرمانشاه در مجلس تماس گرفت تا با خانوادهٔ شکری میانجی‌گری کنند، و حتی پیشنهاد داد که به ازای لغو حکم اعدام و دریافت دیه، مسجدی به نام امیر شکری بسازد، اما تلاش‌های وی ناموفق بود.
حکم این پرونده تیرماه سال ۱۴۰۲ از سوی دیوان عالی کشور تأیید شد. در ۱۹ مه، قهرمانی پس از یک کمپین فشار جهانی، از جمله توسط جوامع یهودیان فارسی‌زبان در سراسر جهان و سازمان‌های حقوق بشری مانند حقوق بشر ایران، یک ماه مهلت اعدام دریافت کرد.

## اعدام
در دوشنبه ۱۴ آبان ۱۴۰۳ (۴ نوامبر ۲۰۲۴) حکم اعدام به اجرا درآمد و قوه قضائیه جمهوری اسلامی ایران قهرمانی را در زندان مرکزی کرمانشاه اعدام کرد.

### واکنش‌ها به اعدام
- محمود امیری‌مقدم، مدیر سازمان حقوق بشر ایران گفت:[۳]

«پرونده آروین، مانند بسیاری از پرونده‌های قصاص، دارای ایرادات جدی در روند دادرسی بود. اما در کنار این مسائل، یهودی بودن آروین و یهودی‌ستیزی ریشه‌دار در ساختار جمهوری اسلامی نیز نقشی اساسی در اجرای حکم او داشت.»
- شاهین مدرس، تحلیلگر و کارشناس روابط بین‌الملل، گفت که آروین قهرمانی «قربانی نظامی شد که به دلیل باورهای مذهبی و نژادش، او را از زندگی و جوانی محروم ساخت.» مدرس اضافه کرد که  «جمهوری اسلامی، که سال‌ها است با بهانه‌های سیاسی و ایدئولوژیک دست به آزار و اذیت اقلیت‌های دینی و به‌ویژه جامعه کوچک یهودیان ایرانی می‌زند، از آروین برای نشان دادن خصومت‌های ضد یهودیانه‌اش بهره برد.»[۱۱]